# Islote Aguilón del Sur
El islote Aguilón del Sur es un pequeño islote marítimo deshabitado de la Argentina, ubicado en el Departamento Florentino Ameghino de la Provincia del Chubut. Sus medidas máximas son 400 metros de longitud en sentido norte-sur y 150 metros de ancho máximo en sentido este-oeste. En realidad se trata de tres pequeños islotes unidos en la marea baja. Se halla en el mar Argentino, a 1,7 kilómetros de la costa continental. Se encuentra frente a la costa norte de bahía San Gregorio y al sur de cabo Dos Bahías. 
El islote Aguilón del Sur forma parte de un pequeño archipiélago junto con el islote Aguilón del Norte, el cual se encuentra a 1 kilómetro al norte. 
Se trata de un islote rocoso que presenta restingas en sus costas. También existen colonias de cría de cormorán de cuello negro (Phalacrocorax magellanicus) y gaviotín Sudamericano (Sterna hirundinacea).
En 2008 se creó el Parque Interjurisdiccional Marino Costero Patagonia Austral, el cual incluye al islote Aguilón del Sur.